# Industrie alimentară

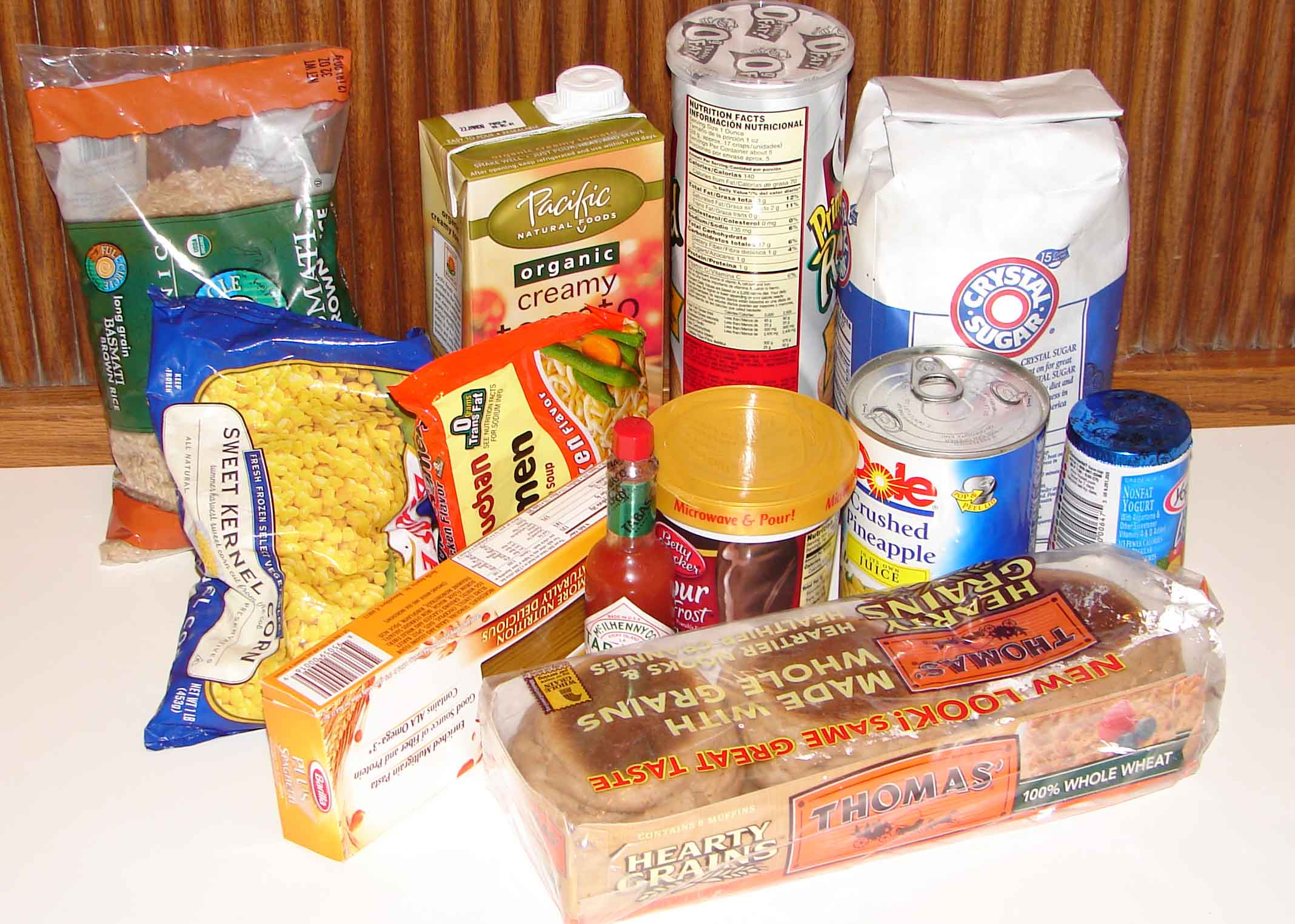
Produse rezultate din industria alimentară

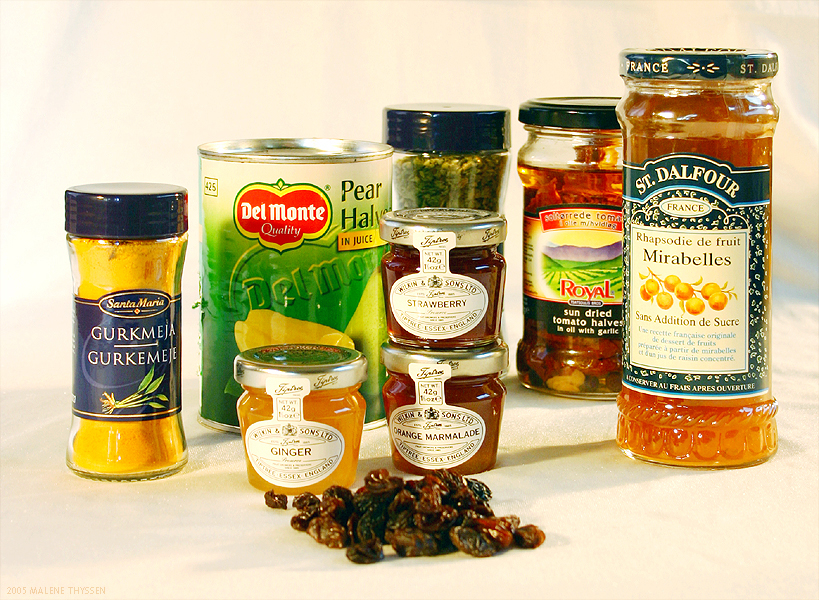
Produse conservate daneze

Industria alimentară include o totalitate de ramuri industriale axate pe producția/fabricația de alimente sub diferite forme, fie finite sau semi-fabricate, precum și a produselor din tutun, a săpunurilor precum și a detergenților. Industria alimentară ca si complexitate este strâns legată de agricultură ca furnizor de materii prime și, de asemenea, cu comerțul. O parte a industriei alimentare tinde spre zonele cu materie primă, pe de altă parte cealălaltă în zonele de consum.

## Ramuri componente
Industria alimentară este alcătuită din următoarele ramuri:
- industria zahărului;
- industria produselor zaharoase;
- industria amidonului, glucozei și dextrinei;
- industria uleiurilor vegetale;
- industria cărnii și a produselor din carne;
- industria laptelui și a produselor lactate;
- industria morăritului, panificației și a produselor făinoase;
- industria valorificării fructelor și a legumelor;
- industria spirtului și a băuturilor alcoolice;
- industria berii;
- industria vinului;
- industria tutunului.